# Култура на Йордания
Културата на Йордания се основава на арабски и ислямски елементи със значително западно влияние. Известни аспекти от културата включват йорданската музика, интересът към спорта, особено футбол и баскетбол, както и други, внесени спортове основно от Западна Европа и Съединените щати.